# ジロ・デ・イタリア 1977
ジロ・デ・イタリア 1977(Giro d'Italia 1977) は、自転車による競走である「ジロ・デ・イタリア」の60回目のレースである。1977年5月20日から6月12日まで全22ステージで行われた。

## 結果
ベルギーのミッシェル・ポランティエールが第17ステージにてトップに立ち、そのまま押し切る。ちなみにポランティエールは当年のベルギー スポーツマンオブザイヤーを受賞した。

### 総合成績
| 順位 | 選手名                           | 国籍     | 時間            |
| ---- | -------------------------------- | -------- | --------------- |
| 1    | ミッシェル・ポランティエール     | ベルギー | 102時間51分04秒 |
| 2    | フランチェスコ・モゼール         | イタリア | + 2分32秒       |
| 3    | ジャンバッティスタ・バロンケッリ | イタリア | +4分02秒        |
| 4    | アルフィオ・ヴァンディ           | イタリア | +7分50秒        |
| 5    | ウラディミーロ・パニッツァ       | イタリア | + 7分56秒       |
| 6    | ロナルド・デヴィッテ             | ベルギー | + 10分04秒      |
| 7    | ウォルテール・リッコミ           | イタリア | + 12分28秒      |
| 8    | クラウディオ・ボルトロット       | イタリア | + 13分41秒      |
| 9    | マリオ・ベッキア                 | イタリア | + 13分48秒      |
| 10   | ウィルモ・フランキオーニ         | イタリア | + 16分11秒      |

### マリア・ローザ 保持者
| 選手名                       | 国籍     | 区間           |
| ---------------------------- | -------- | -------------- |
| フレディ・マルテンス         | ベルギー | プロローグ-第4 |
| フランチェスコ・モゼール     | イタリア | 第5-第16       |
| ミッシェル・ポランティエール | イタリア | 第17-最終      |

### その他の受賞者
| ポイント賞 | フランチェスコ・モゼール         |
| 山岳賞     | ファウスティーノ・フェルナンデス |
| 新人賞     | マリオ・ベッキア                 |